# UnSun
UnSun war eine 2006 gegründete polnische Symphonic-Metal-Band um Gitarrist Maurycy „Mauser“ Stefanowicz (ehemaliges Mitglied der Death-Metal-Formation Vader) und Sängerin Aya. Im September 2008 erschien ihr Debütalbum The End of Life.

## Bandgeschichte
Ursprünglich unter dem Namen Unseen gegründet, wählte das aus Polen stammende Quartett später einen Namen, der nach Eigendefinition der Band das Wechselspiel zwischen Tag und Nacht sowie Licht und Dunkelheit symbolisiert.
2006 nahm UnSun ihre erste Demo mit dem Namen Whispers auf, mit der sie die Aufmerksamkeit zahlreicher Labels auf sich zogen. Bereits im folgenden Jahr unterzeichnete die vierköpfige Band einen Vertrag mit dem polnischen Label Mystic Production und begann unmittelbar darauf die Arbeiten an ihrem Debütalbum The End of Life, welches am 22. September 2008 unter Century Media veröffentlicht wurde.
Am 11. Oktober 2010 erschien das zweite Studioalbum der Band Clinic For Dolls unter Mystic Production.
Seit 2012 litt Anna „Aya“ an einer Erkrankung der Stimmbänder. 2016 gab die Band das Ende der Band bekannt.

## Stil und Rezension
Die Band selbst bezeichnet ihre Musik als melancholisch, düster und eingängig. UnSun ist im Bereich des Female fronted Metals anzusiedeln. Rezensenten des Albums kritisierten besonders Ayas wenig überzeugende, für das Genre unpassende, kindliche Stimme, lobten hingegen Stefanowicz als begabten Gitarristen. Besonders der Umstand, dass der Gesang in den Vordergrund gemischt wurde und dadurch die Entfaltung der Gitarre behinderte, missfiel. Der generelle Tenor der Kritiker konstatierte ein weichgespültes, wenig mitreißendes Debütalbum.

## Diskografie

### Alben
- 2008: The End of Life (Century Media)
- 2010: Clinic for Dolls (Mystic Productions)

### Demos und EPs
- 2006: Whispers (Demo)

### Musik-Videos
- 2008 Whispers
- 2010 Home